# Vocal Sampling
Vocal Sampling ist ein sechsköpfiges A-cappella-Ensemble aus Kuba. Es ist bekannt für seine A-cappella-Umsetzungen lateinamerikanischer Musik, hauptsächlich Salsa, Rumba und Son Cubano, bei denen die Musiker alle für diese Musikrichtungen typischen Instrumente – unter anderem Percussion, Blechblasinstrumente und Kontrabass – mit ihren Stimmen imitieren.

## Geschichte
Die sechs Bandmitglieder lernten sich bei ihrem Studium an der Nationalen Musikhochschule in Havanna kennen. 1995 veröffentlichte Vocal Sampling ihr erstes Album Una Forma Mas. 1996 spielten sie auf dem Montreux Jazz Festival anlässlich des 50-jährigen Bühnenjubiläums des Musikers Quincy Jones. Seitdem treten sie regelmäßig auf internationalen Festivals auf. Auf dem Heimatklänge-Festival in Berlin nahmen sie 2000 ihr drittes Album und erstes Live-Album auf. 2005 traten sie unter anderem auf dem Internationalen Festival für Vokalmusik in Leipzig auf.
Ihr viertes Album Cambio de Tiempo wurde 2002 für drei Grammy Awards nominiert.
Vocal Sampling ist bei dem kubanischen Label EGREM unter Vertrag.

## Diskografie
- 1995: Una Forma Mas
- 1997: De Vacaciones
- 2000: Live in Berlin
- 2002: Cambio de Tiempo
- 2008: Akapelleando
- 2013: Otra Forma Mas (DVD)
- 2017: Así de Sampling